# Charles Milesi
Charles Milesi, né le 4 mars 2001 à Chaumont (Haute-Marne), est un pilote de course automobile français, vainqueur des 24 Heures du Mans 2021 dans la catégorie LMP2.

## Carrière

### Monoplace
Il commence sa carrière en 2009 en karting. Il participe à son premier championnat de France de karting en 2013 où il finit deuxième. Il participe de 2014 à 2016 aux championnats WSK, FIA Europe et FIA Monde et au Championnat d'Allemagne DKN. 
En 2015 et 2016, il est vice-champion de WSK Final Cup, vice-champion DKN en OK-Junior et 9e au Championnat du monde FIA à Bahreïn. 
En 2017, l'écurie R-ace GP le recrute pour participer à la Formule Renault NEC, et en parallèle il intègre l'Auto Sport Académie au championnat de France F4. 
Il connait des problèmes de santé en 2017, mais en 2018 il gagne de nombreuses courses dont celle de Monaco. En 2019, il se dirige vers la F3 japonaise, mais se blesse en cours de saison et reprend le championnat en cours de saison. 
En 2020, il court en Super Formula, qui est amputée du début de saison à cause du Covid-19. Il obtient une Q3 sur le circuit de Suzuka. Par la suite, il participe aux 24 Heures du Mans,, ainsi qu'au championnat European Le Mans Series.

### Endurance
En 2019, à l'issue des 8 Heures de Bahreïn, un « rookie-test » est organisé sur ce même circuit. Il fait alors ses débuts au volant d'un prototype pour l'écurie néerlandaise Racing Team Nederland.

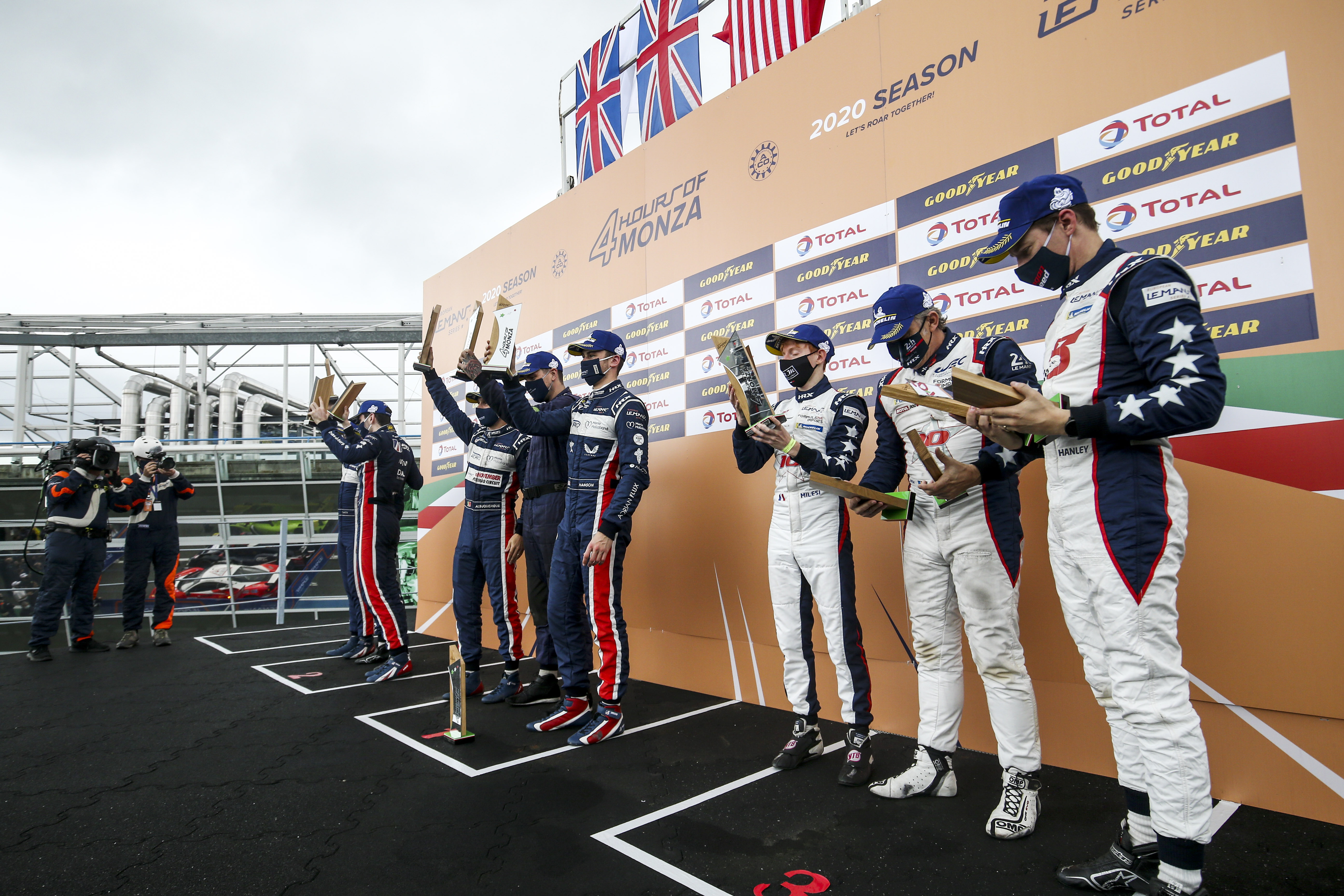
Charles Milesi sur le podium des 4 Heures de Monza.

En 2020, à la suite du retrait d’Alexandre Cougnaud et à la suite d'un essai positif à l'issue du Castellet 240 2020 avec l'écurie Graff, Charles Milesi est engagé par cette écurie aux 24 Heures du Mans au volant d'une Oreca 07 dans la catégorie LMP2 avec comme copilotes le français Vincent Capillaire et l'australien James Allen,. Pour cette première participation, la voiture est éliminée en raison d'une sortie de piste dans la dernière heure de course lorsque James Allen est au volant. Puis, à la suite du retrait du pilote mexicain Mémo Rojas, Milesi intègre l'écurie américaine DragonSpeed USA afin de participer aux 4 Heures de Monza, où il finit en 3e position. À la suite d'un problème de hauteur du diffuseur (non conforme), la voiture est disqualifiée à l'issue de la course. Milesi finit son année en participant à la finale de la Michelin Le Mans Cup au sein de l'écurie CD Sport au volant d'une Ligier JS P320.
En 2021, Charles Milesi commence sa saison aux 24 Heures de Daytona au sein de l'écurie néerlandais Racing Team Nederland au volant d'une Oreca 07 dans la catégorie LMP2, avec comme coéquipiers les pilotes néerlandais Giedo van der Garde, Frits van Eerd et Job van Uitert.

## Palmarès

### Résultats en monoplaces
| Saison | Championnat                       | Écurie                 | Courses | Victoires | Pole positions | Meilleurs tours | Podiums | Points | Classement |
| ------ | --------------------------------- | ---------------------- | ------- | --------- | -------------- | --------------- | ------- | ------ | ---------- |
| 2017   | Championnat de France F4          | Autosport Academy      | 18      | 4         | 2              | 4               | 7       | 118    | 7e         |
| 2017   | Formula Renault 2.0 NEC           | R-ace GP               | 11      | 1         | 0              | 0               | 3       | 97     | 6e         |
| 2017   | Eurocup Formula Renault 2.0       | R-ace GP               | 5       | 0         | 0              | 0               | 0       | 0      | n.c.       |
| 2018   | Toyota Racing Series              | mtec Motorsport        | 15      | 0         | 0              | 0               | 1       | 504    | 11e        |
| 2018   | Eurocup Formula Renault 2.0       | R-ace GP               | 20      | 2         | 2              | 2               | 4       | 122,5  | 7e         |
| 2018   | Formula Renault 2.0 NEC           | R-ace GP               | 4       | 0         | 1              | 1               | 1       | 0      | n.c.       |
| 2019   | Championnat du Japon de Formule 3 | YTB by Carlin          | 15      | 0         | 0              | 0               | 0       | 13     | 9e         |
| 2020   | Super Formula                     | Buzz Racing with B-Max | 3       | 0         | 0              | 0               | 0       | 0      | 21e        |

### Résultats aux 24 Heures du Mans
| Année | Écurie                    | Copilotes                           | Voiture           | Classe   | Tours | Pos. | Class Pos. |
| ----- | ------------------------- | ----------------------------------- | ----------------- | -------- | ----- | ---- | ---------- |
| 2020  | SO24-HAS By Graff         | James Allen Vincent Capillaire      | Oreca 07 - Gibson | LMP2     | 357   | Abd. | Abd.       |
| 2021  | Team WRT                  | Robin Frijns Ferdinand Habsburg     | Oreca 07 - Gibson | LMP2     | 363   | 6e   | 1re        |
| 2022  | Richard Mille Racing Team | Sébastien Ogier Lilou Wadoux        | Oreca 07 - Gibson | LMP2     | 366   | 13e  | 9e         |
| 2023  | Alpine Elf Team           | Julien Canal Matthieu Vaxiviere     | Oreca 07 - Gibson | LMP2     | 328   | 12e  | 4e         |
| 2024  | Alpine Endurance Team     | Paul-Loup Chatin Ferdinand Habsburg | Alpine A424       | Hypercar | 75    | Abd. | Abd.       |

### Résultats aux 24 Heures de Daytona
| Année | Écurie                | Copilotes                                         | Voiture           | Classe | Tours | Pos. | Class Pos. |
| ----- | --------------------- | ------------------------------------------------- | ----------------- | ------ | ----- | ---- | ---------- |
| 2021  | Racing Team Nederland | Frits van Eerd Giedo Van der Garde Job van Uitert | Oreca 07 - Gibson | LMP2   | 64    | Abd. | Abd.       |
| 2024  | TDS Racing            | Mikkel Jensen Hunter McElrea Steven Thomas        | Oreca 07          | LMP2   | 58    | Abd. | Abd.       |

### Résultats en Championnat du monde d'endurance FIA
| Année | Écurie                    | Châssis     | Moteur                     | Classe | 1      | 2     | 3     | 4      | 5     | 6     | 7     | Position | Points |
| ----- | ------------------------- | ----------- | -------------------------- | ------ | ------ | ----- | ----- | ------ | ----- | ----- | ----- | -------- | ------ |
| 2021  | Team WRT                  | Oreca 07    | Gibson GK428 4,2 L V8 Atmo | LMP2   | SPA 10 | POR 2 | MNZ 2 | LMS 1  | BHR 1 | BHR 1 |       | 1re      | 151    |
| 2022  | Richard Mille Racing Team | Oreca 07    | Gibson GK428 4,2 L V8 Atmo | LMP2   | SEB 12 | SPA 8 | LMS 6 | MNZ 14 | FUJ 8 | BHR 8 |       | 12e      | 30     |
| 2023  | Alpine Elf Team           | Alpine A470 | Gibson GK428 4,2 L V8 Atmo | LMP2   | SEB 9  | POR 9 | SPA 7 | LMS 4  | MNZ 2 | FUJ 5 | BHR 7 | 7e       | 83     |

### Résultats en European Le Mans Series
| Année | Écurie          | Châssis  | Moteur                     | Classe | 1   | 2   | 3   | 4        | 5     | 6     | Position | Points |
| ----- | --------------- | -------- | -------------------------- | ------ | --- | --- | --- | -------- | ----- | ----- | -------- | ------ |
| 2020  | DragonSpeed USA | Oreca 07 | Gibson GK428 4,2 l V8 Atmo | LMP2   | LEC | SPA | LEC | MON Dsq. | POR   |       |          | 0      |
| 2021  | Cool Racing     | Oreca 07 | Gibson GK428 4,2 l V8 Atmo | LMP2   | BAR | RBR | LEC | MON      | SPA 4 | POR 6 | 17e      | 22     |